# کجا بودی وقتی چراغ‌ها خاموش شدند؟
کجا بودی وقتی چراغ‌ها خاموش شدند؟ (Where Were You When the Lights Went Out?) یک فیلم در ژانر کمدی است که در سال ۱۹۶۸ منتشر شد.

## بازیگران
برخی از بازیگران این فیلم عبارتند از:
- دوریس دی
- پاتریک اونیل
- رابرت مورس
- تری توماس
- لولا آلبرایت
- جیم بکوس
- استیو آلن
- مورگان فریمن
- پارلی بائر
- رابرت امهارت